# NGC 7661
NGC 7661 este o galaxie situată în constelația Tucanul. A fost descoperită în 1 noiembrie 1834 de către John Herschel. Se află la o distanță de 32 de megaparseci de Pământ.